# بوب كروفورد
بوب كروفورد (بالإنجليزية: Bob Crawford)‏ هو لاعب هوكي الجليد كندي، ولد في 6 أبريل 1959 في بيلفي في كندا.

## وصلات خارجية
- بوب كروفورد على موقع دوري الهوكي الوطني (الإنجليزية)
- بوب كروفورد على موقع قاعة مشاهير الهوكي (لاعب أن.إتش.أل) (الإنجليزية)
- بوب كروفورد على موقع EliteProspects.com (الإنجليزية)
- بوب كروفورد على موقع HockeyDB.com (الإنجليزية)
- بوب كروفورد على موقع Hockey-Reference.com (الإنجليزية)